# Wilson dos Santos
Fernando Wilson Fernandes dos Santos (Benguela, 3 de novembro de 1951 — Jamba do Cuando, novembro de 1991) foi um advogado, cientista social, político e diplomata angolano.
Teve uma profícua carreira no serviço diplomático da União Nacional para a Independência Total de Angola (UNITA), à época um grupo rebelde de Angola.

## Biografia
Nascido na cidade de Benguela, era filho de Arnaldo Jesse Alfredo dos Santos e Maria das Dores Fernandes dos Santos. Nesta cidade estudou nas escolas primárias Nº 30 e Colégio Padre Vicente, e sua educação secundária foi feita no Liceu Nacional Comandante Peixoto Correia (atualmente Escola Secundária Comandante Cassange).
No final da década de 1960 muda-se para Lisboa para estudar direito na Universidade de Lisboa, transferindo seu curso posteriormente para a Universidade de Coimbra, onde o conclui. Ainda em Lisboa, filia-se à UNITA após ter acesso à publicações do partido que chegavam até a cidade trazidos por estudantes angolanos.
Em 1972 muda-se para a Suíça para matricular-se num curso de ciências sociais no Instituto Universitário de Altos Estudos Internacionais de Genebra. Sua primeira função no partido é como secretário administrativo da UNITA, em agosto de 1972, e representante da organização na Federação dos Estudantes Negros na Suíça no mesmo ano. Trabalha também para divulgar a luta nacionalista da UNITA em outros cículos intelectuais suíços.
Em 1974 é designado por Jonas Savimbi para integrar as comissões de negociações com Portugal sobre a independência angolana tornando-se, em seguida, representante-geral da UNITA no país e secretário de informação. No mesmo ano é nomeado delegado do partido em Luanda para acompanhar a formação do governo de transição.
Em Luanda, em 1975, acaba por ser alistado para as batalhas finais da independência angolana, galgando posição de coronel das Forças Armadas de Libertação de Angola (FALA). A derrota militar o fez integrar a "Longa Marcha" até a base partidária de Sandona (Moxico). Lá, Savimbi realizou uma conferência da UNITA na qual, em 10 de maio de 1976, foi lido o "Manifesto do Rio Cuanza", onde foi nomeado representante do partido no Senegal.
Foi designado pelo partido a receber treinamento nos Marrocos em 1978, ano que retornou à Angola. Foi nomeado vice-secretário de informação do partido, cargo que ocupou até 1981. Neste ano, é enviado para servir como representante da UNITA na Bélgica. No anos seguinte volta a ser representante do partido em Portugal.
Em 1985 volta a Angola para ser nomeado para chefiar as funções de informação da UNITA, ocupando-se destas atribuições até o final da década de 1980. Passa a chefiar a secretaria de cooperação internacional, mudando-se para os Estados Unidos em 1989, para trabalhar com Tito Chingunji.

## Morte e investigação
Estava trabalhando nas estruturas do partido nos Estados Unidos quando foi convocado por Savimbi para comparecer na localidade de Jamba do Cuando. Ali foi acusado de participar da intentona para tomada de poder na UNITA. O jornalista britânico Fred Bridgland, biógrafo do líder da UNITA Jonas Savimbi, afirmou que este tramou uma emboscada e ordenou o assassinato de Dos Santos para punir uma possível tentativa traição política de Tito e Dos Santos.
A causa e a forma da morte Wilson dos Santos, em novembro de 1991, são desconhecidas. Além de Fred Bridgland, na década de 1990, o Ministro das Relações Exteriores da UNITA, Tony da Costa Fernandes, e o Ministro do Interior da UNITA, general Miguel N'Zau Puna descobriram e tornaram público o facto de Jonas Savimbi ter ordenado os assassinatos de Santos e Tito Chingunji. As mortes de Wilson dos Santos e Tito Chingunji e as deserções de Fernandes e Puna enfraqueceram as relações da UNITA com os Estados Unidos e prejudicaram a reputação internacional de Savimbi. Savimbi negou as acusações.
Sua esposa Helena Jamba Chingunji dos Santos também foi morta no episódio.

## Vida pessoal
Foi casado com a irmã gêmea de Tito Chingunji, Helena Jamba Chingunji dos Santos. Seu cunhado Tito era chefe das Relações Exteriores da UNITA e estrategista político do partido. Ambos lutaram contra o governo de José Eduardo dos Santos na Guerra Civil Angolana.